# Periclimenes ischiospinosus
Periclimenes ischiospinosus is een garnalensoort uit de familie van de Palaemonidae. De wetenschappelijke naam van de soort werd in 1991 voor het eerst geldig gepubliceerd door Bruce.